# Poder ejecutivo de la provincia del Chaco
El Poder Ejecutivo Provincial, es uno de los tres órganos de Gobierno de la Provincia del Chaco. Es un órgano unipersonal y piramidal encabezado por el Gobernador, elegido por sufragio directo, y tiene una duración de mandato de 4 años.

## Historia
El Gran Chaco, es una región geográfica dividida en tres partes: 
- Chaco Boreal, que se extiende desde el río Pilcomayo hasta el paralelo 16° S. Bolivia y Paraguay
- Chaco Central, que se extiende entre el río Pilcomayo hasta el antiguo cauce del río Bermejo, Argentina y Bolivia.
- Chaco Austral, que se extiende desde el río Bermejo hacia el Sur hasta los entornos de la laguna de Mar Chiquita y la confluencia del río Salado con el río Paraná, o aproximadamente el paralelo 30° S, Argentina, Bolivia, Brasil y Paraguay

### Periodo del Territorio Nacional del Chaco (1872 - 1884)
Para afianzar su posesión sobre los territorios del Chaco tras la Guerra de la Triple Alianza, Sarmiento emitió un decreto que creaba un Territorio Nacional, basado en lo estipulado en la constitución Argentina del 53, y en la Ley 28 del Congreso Nacional, promulgada el 13 de octubre de 1862. Este decreto establecía una administración provisoria, hasta que sea emitida una ley específica al tema de los Territorios Nacionales.El decreto presidencial fue ratificado por el congreso Nacional con la Ley 576 promulgada el 18 de octubre de 1872.

### Periodo de Gobernación del Chaco (1884 - 1951)
Es el primer período institucional formalmente establecido.
Con la Ley 1532 de Org. de Territorios promulgada el 16 de octubre de 1884, todos los Territorios Nacionales son divididos administrativamente en "Gobernaciones", con un Titular (Gobernador), un Secretario, Jueces de Paz, Juez Letrado y Legislatura. (cada uno habilitado en función de la cantidad de habitantes).

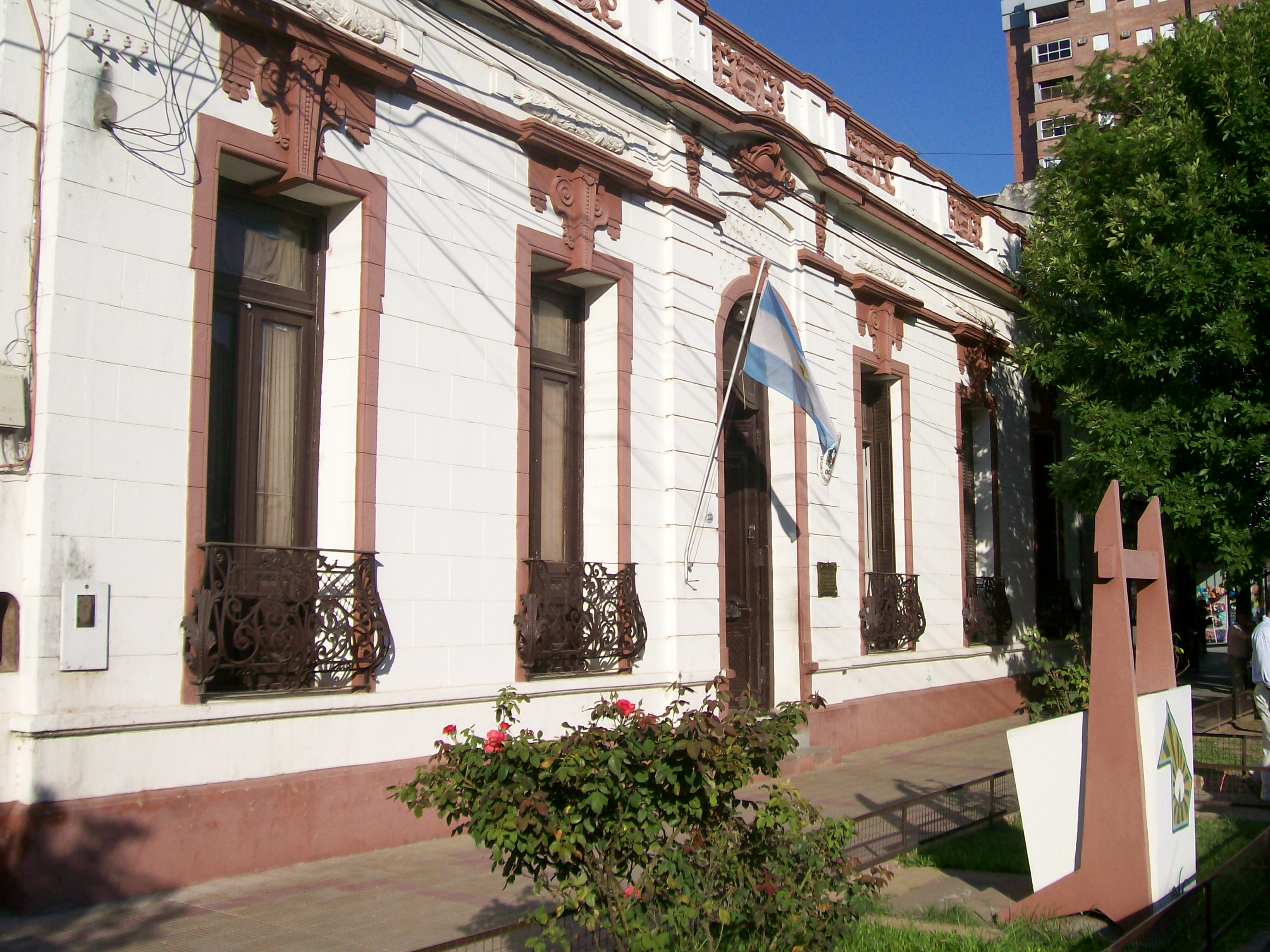
Primera Sede del Gobierno del Territorio Nacional del Chaco.

#### Gobernador
Los gobernadores eran asignados por el Presidente de la Nación, con aprobación del Congreso, y duraban 3 años en sus funciones. Los deberes y atribuciones eran:
- Es la autoridad local superior, encargada de velar por el cumplimiento de las leyes y disposiciones nacionales.
- Dicta reglamentos y ordenanzas convenientes para la seguridad, administración y fomento del territorio en todo lo que sea materia de su incumbencia.
- Proponer las medidas necesarias para la mejor percepción de la renta.
- Vigilar el cumplimiento de los contratos celebrados por particulares con el Poder Ejecutivo, y el de las concesiones o privilegios que se acuerden.
- Está obligado a informar al Poder Ejecutivo acerca de la regularidad con que proceden las oficinas y empleados, dependientes directamente del Gobierno Nacional.
- Nombra los jueces de paz de los distritos o secciones que tengan menos de mil habitantes.
- Propone los empleados de la Gobernación, cuyo nombramiento corresponde al Poder Ejecutivo.
- Recibe las asignaciones del presupuesto y las invierte con sujeción a la ley, rindiendo mensualmente cuenta de su inversión.
- Es el comandante en jefe de la Gendarmería y guardia nacional, y deberá colocar en cada distrito un comisario de policía con su correspondiente dotación.
- Distribuye la fuerza y presta el auxilio que requieren el juez letrado y los jueces de paz.
- Procurará el establecimiento en las secciones de su dependencia, de las tribus indígenas que morasen en el territorio de la gobernación, creando, con autorización del Poder Ejecutivo, las misiones que sean necesarias para traerlos gradualmente a la vida civilizada.
- Vela por el progreso de la enseñanza, e informará sobre las medidas conducentes al desenvolvimiento de la colonización.
- Depende directamente del Ministerio del Interior, residirá en el pueblo que se declare capital y no podrá ausentarse sin licencia del ministerio expresado.
- Gozará de la asignación que le fije el presupuesto.etc

#### Secretario General
El Secretario era nombrado por el Poder Ejecutivo, a propuesta del Gobernador del territorio. Tenía como deberes y atribuciones los siguientes:
- Refrendar los actos del Gobernador e intervenir en todos los pagos, percibo de dinero y rendición de cuentas.
- Dirigir la oficina de la gobernación bajo la superintendencia del Gobernador.
- Guardar y conservar los registros y documentos referentes a los asuntos en que intervenga el Gobernador, transmitiendo cada tres meses copias auténticas de tales actos y procedimientos, al Ministerio del Interior.
- Es responsable de todas las omisiones o transgresiones en los deberes y funciones que le son impuestos, sin que pueda excusarse del cumplimiento de ellas con órdenes e instrucciones del gobernador.
- El secretario residirá en la capital de la gobernación, no podrá ausentarse sin licencia del gobernador y gozará de la asignación que establezca el presupuesto.
- En caso de muerte, ausencia o remoción del gobernador desempeñará sus funciones mientras dure la vacancia.

### Periodo Provincia Presidente Perón
La gobernación del Chaco debía transformarse en Provincia cuando llegase a los 30.000 habitantes según la ley 1532. Pero no fue hasta finales de la década del 40 que el proceso comenzó, con 300.000 habitantes censados. La provincia fue establecida por Ley del Congreso Nacional como "Provincia del Chaco", pero la convención constituyente Provincial la renombro meses después como "Provincia Presidente Perón".

### Periodo Provincia del Chaco (desde 1955)
Con la caída del Gobierno de Perón, las provincias fueron intervenidas, y sus constituciones derogadas. Por decreto del Interventor Nacional, se modificó el nombre a "Provincia del Chaco".

Bandera de la Provincia del Chaco

### Listado General de Gobernadores
Ver: Anexo:Gobernadores del Chaco

## Conformación Actual
El Ejecutivo Provincial se compone de un Gobernador, un Vicegobernador, once Ministerios y seis secretarías. Las seis Secretarías funcionan directamente bajo la dirección del Gobernador. Cada Ministerio tiene su propia autonomía, pero también existen trabajos o proyectos complejos en los que intervienen Ministerios y Secretarias en conjunto.

### Gobernador
Titular: Leandro César Zdero
El Gobernador es el mandatario legal de la Provincia y jefe de la administración. Representa al Estado Provincial en todas sus relaciones oficiales, programa y dirige sus políticas. Además, por Constitución Provincial -Art. 141- tiene los siguientes deberes y atribuciones:
- Participa en la formación y discusión de los proyectos de ley de la Legislatura, por medio del Vicegobernador y los Ministros; tanto en las sesiones como en los trabajos de Comisión.
- Promulga y hace ejecutar las leyes de la Provincia, facilita y dispone su cumplimiento por medio de normas reglamentarias y por disposiciones especiales que no alteren su espíritu. También veta total o parcialmente los proyectos de ley sancionados por la Cámara de Diputados en el tiempo y forma establecidos por esta Constitución, dando los fundamentos en cada caso.
- Negocia y concluye los tratados, protocolos y convenciones, con aprobación de la Cámara de Diputados, para:
  - Promover políticas de concertación con el Estado Nacional y las restantes provincias y participar en los organismos de consulta y decisión.
  - Propender a la desconcentración y descentralización de la administración federal.
  - Celebrar acuerdos interprovinciales, regionales, nacionales e internacionales.
  - Promover la ejecución de obras públicas de interés provincial, regional y nacional.
- Designa y remueve a los ministros, funcionarios y empleados, con las exigencias y formalidades legales. Durante el receso de la Cámara de Diputados, los nombramientos que requieran acuerdos se harán en comisión, con la obligación de dar cuenta en los primeros quince días del período de sesiones ordinarias.
- Ejerce el poder de policía, y es la máxima autoridad de seguridad y prevención policial del Estado Provincial, su organización y operaciones; provee a las designaciones.
- Declara la emergencia y previene el impacto ambientales.
- Promueve y realiza la reforma y la transformación del Estado Provincial, sobre la base de la promoción de las actividades productivas; la eficacia en la administración pública y el estímulo a la participación de la ciudadanía.
- Programa y dirige las políticas encaminadas al desarrollo armónico de la economía, la paz, el equilibrio social y el crecimiento de la riqueza, con equidad en su distribución y oportunidades laborales.Casa de Gobierno de la Provincia del Chaco

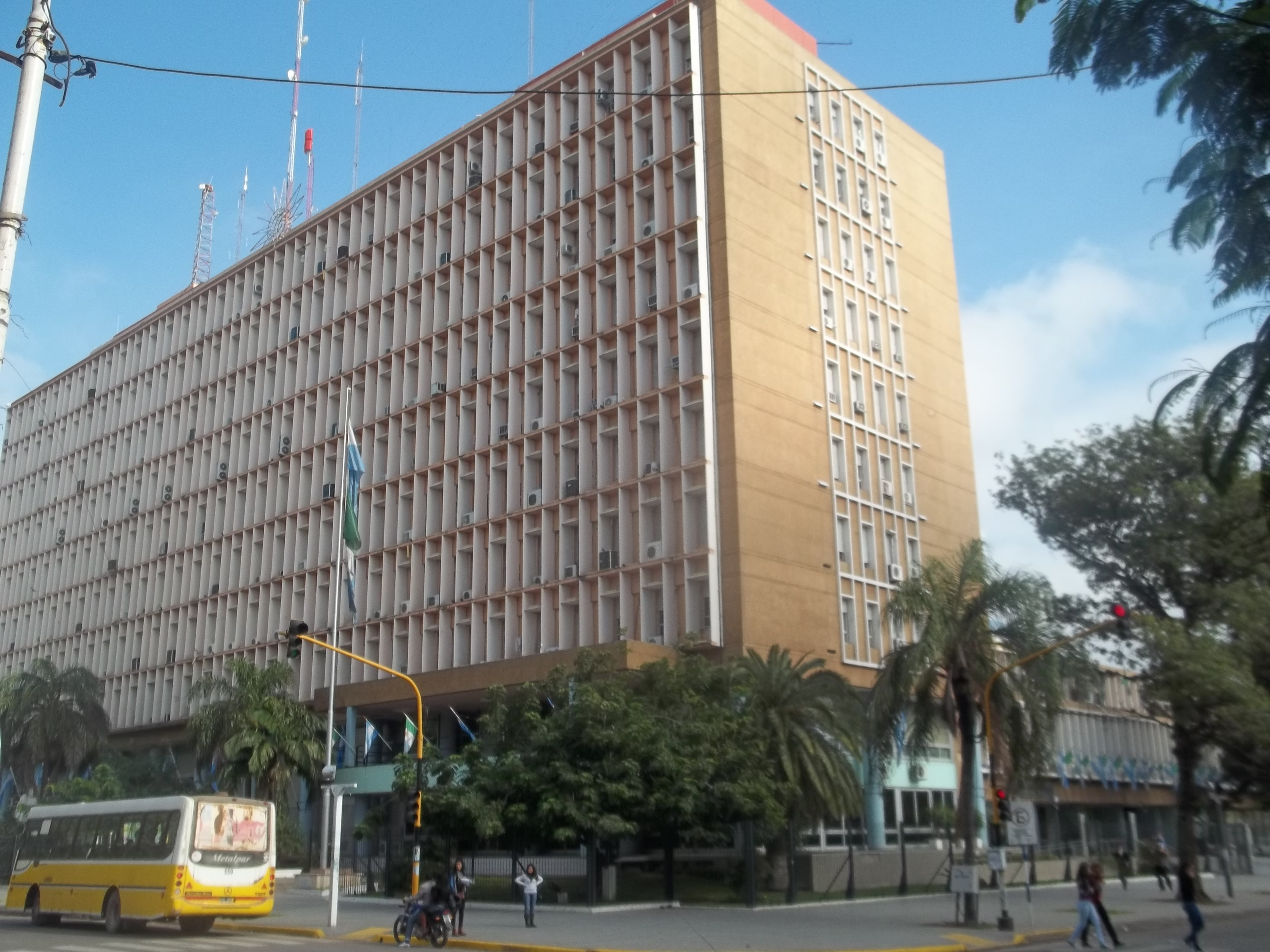
Casa de Gobierno de la Provincia del Chaco

### Vicegobernador
Titular: Silvana Schneider 
El Vicegobernador es elegido en el mismo acto eleccionario que el Gobernador. Tiene como principal función reemplazar al Gobernador en caso de Acefalía.
En tanto no reemplace al Gobernador en el ejercicio del Poder Ejecutivo, tendrá dentro de éste funciones de consejero, y en ese carácter asistirá a los acuerdos de ministros. Podrá concurrir a las sesiones de la Cámara de Diputados, como vocero del Poder Ejecutivo en el tratamiento de los proyectos e iniciativas del mismo, con derecho a voz.

### Secretarías
- Secretaría General de Gobierno y Coordinación. Su titular tiene rango y jerarquía de Ministro.
- Secretaría de Derechos Humanos.
- Secretaría de Inversiones, Asuntos Internacionales y Promoción.
- Secretaría de Empleo y Trabajo.
- Secretaría de Municipios y Ciudades.
- Secretaría de Logística y Transporte.

### Ministerios
La cantidad y funciones de los ministerios provinciales, son definidas por Ley de Ministerios la Cámara de Diputados.

#### Gobierno, Justicia y Relación con la Comunidad
Son sus competencias:
- Las relaciones con los Poderes Judiciales de la Provincia y de la Nación y el Consejo de la Magistratura, las autoridades electorales, las municipalidades, los partidos políticos, las Fuerzas Armadas, y el Cuerpo Consular acreditado en la Provincia.
- La legislación electoral, el empadronamiento y las materias de orden constitucional.
- Intervenir junto a los ministerios, secretarías y entes competentes, en la elaboración de la legislación, cuando sea necesaria la coordinación con organismos federales y provinciales.
- El Servicio Penitenciario.
- Coordinar el auxilio de la fuerza pública a los tribunales de justicia autoridades y funcionarios que por la Constitución de la Provincia del Chaco 1957-1994 o la ley puedan hacer uso de ellas.
- Entender en el diseño de políticas del régimen de convocatoria electoral y el financiamiento de los partidos políticos. Asimismo intervendrá en el diseño de la reforma política distrital, en la capacitación y formación de dirigentes y ciudadanos, en la coordinación de la organización, funcionamiento y financiamiento de procesos e instituciones políticas.
- La protección, promoción e integración de las comunidades aborígenes a la vida provincial y nacional.
- Las cuestiones relativas a los límites de la Provincia y a su división política y administrativa.
- Los registros de capacidad, estado civil y derechos de las personas, de antecedentes, de propiedad y la autorización de funcionamiento de mutuales, asociaciones y fundaciones, su fiscalización, registro y cancelación.

#### Educación, Cultura, Ciencia y Tecnología
Son sus competencias:
- Garantizar el acceso a la educación en igualdad de oportunidades y la formación integral de los habitantes de la Provincia.
- Planificar, organizar, administrar y supervisar el sistema educativo en todos los ciclos, modalidades, niveles y regímenes.
- Favorecer la conexión entre la educación y el empleo y asegurar la transferencia de conocimiento para el desarrollo económico sustentable y la equidad social.
- Promover el desarrollo de capacidades y la formación de competencias en investigación científico-tecnológicas.
- Fortalecer la profesión docente, su formación inicial, la capacitación continua y el desarrollo de la carrera profesional.
- Organizar, actualizar, implementar y evaluar diseños curriculares acordados en el marco del Consejo Federal de Educación.
- Reglamentar y autorizar el funcionamiento de escuelas, colegios e institutos de educación de gestión privada.
- Reconocer y validar títulos de enseñanza otorgados en otras provincias o en el extranjero.
- Diseñar e instrumentar mecanismos de apoyo educacional para la población de menores recursos.
- Establecer criterios, procedimientos e instrumentar la evaluación de la calidad del aprendizaje en particular y del sistema educativo en general.
- Aceptar herencias y legados y ser parte necesaria en los juicios de herencias vacantes.
- Asegurar el sostenimiento del sistema bibliotecario provincial, promover la publicación de textos escolares y el fortalecimiento de lectoescritura.
- Promover el mejoramiento del estado nutricional y la asistencia sanitaria integral de la población escolar en todos sus niveles, en coordinación con otros organismos del Estado.

#### Infraestructura y Servicios Públicos
Son sus competencias:
- Proponer las políticas, planes, programas y proyectos provinciales de obras y servicios públicos en coordinación con los estamentos involucrados jurisdiccionalmente.
- Realizar la ejecución de las obras de infraestructura pública necesarias, para lograr una provincia desarrollada, equilibrada, integrada, sustentable y socialmente justa e inclusiva.
- Participar con otros organismos competentes en la materia, en la elaboración del plan estratégico territorial para la orientación de la inversión pública y privada en la Provincia.
- Entender en los procesos de contrataciones, construcciones y conservaciones de las infraestructuras, equipamientos públicos y obras y emprendimientos especiales de todas las áreas a su cargo, ya sean estas obras de infraestructuras de redes, viales, energéticas, hídricas, de agua potable, de saneamiento ambiental, de comunicación y transporte; equipamientos educativos, sanitarios, de seguridad, culturales, recreativos, deportivos, turísticos, científicos, tecnológicos, patrimonios históricos, religiosos, institucionales, sociales y comunitarios; intervenciones para el desarrollo del hábitat urbano, periurbano y rural; y cualquier otro sector que sea encomendado por el Poder Ejecutivo.
- Entender en asuntos de intervenciones ante situaciones de emergencia climáticas, catástrofes u otras situaciones críticas que afecten a la sociedad, a fin de dar respuestas inmediatas a la población, en coordinación con otros organismos competentes.
- Entender en asuntos administrativos vinculados a la aplicación del régimen determinado por la ley de Obras Públicas y las normas reglamentarias.
- Entender en la formulación y ejecución de las políticas provinciales de energía, minerales, hidrocarburos y otros combustibles y sus derivados.
- Entender en la formulación y ejecución de obras de electrificación, caminos rurales y equipamientos e infraestructuras necesarios para el desarrollo social, económico y productivo, en vinculación con organismos competentes.
- Coordinar e intervenir en los asuntos vinculados a los organismos y empresas de servicios públicos con actuación en el ámbito de su competencia.
- Ejercer la función de autoridad minera y realizar la administración de yacimientos de propiedad de la Provincia incluyendo los regímenes de explotación, catastro, comercialización, concesiones y otras formas de aprovechamiento.

#### Desarrollo Social
Son sus competencias:
- Las políticas de asistencia social y desarrollo humano.
- Diseñar y ejecutar programas que contribuyan al desarrollo social de todos los habitantes, con especial énfasis en la atención de la población vulnerable.
- Coordinar el relevamiento de demandas, la formulación y conciliación de proyectos de mejoramiento de carácter universal y focalizado con programas municipales, nacionales e internacionales de políticas sociales.
- Coordinar la ejecución de planes de acción con las áreas de educación, salud, vivienda, alimentación, empleo, saneamiento, capacitación, fortalecimiento institucional, con el fin de contribuir al logro de los objetivos de la política social.
- Garantizar la equidad y superar toda forma de discriminación social, priorizando la atención específica de los grupos vulnerables.
- Promover las organizaciones sociales y asistirlas en materia organizacional, jurídica y contable, técnica y financiera, privilegiando su carácter asociativo.
- Elaborar, aplicar y supervisar planes y programas relativos a la integración de los distintos actores en el desarrollo de la economía social.
- Promover y receptar iniciativas y proyectos de la comunidad, tendientes a reforzar los lazos de solidaridad.
- Disponer de una base de información actualizada referente a los titulares de derecho incorporados a los planes y programas sociales ejecutados en la Provincia.
- Apoyar la ejecución de acciones vinculadas con la promoción del deporte y el turismo social.
- Implementar y desarrollar las políticas públicas en materia de infancia en el marco de la normativa internacional, nacional y la ley 7162 y modificaciones vigentes.

#### Producción
Son sus competencias:
- Elaborar y ejecutar planes y programas para el desarrollo del sector agropecuario y forestal de la Provincia en general y el desarrollo rural en particular.
- Proponer políticas y acciones conducentes a la consolidación y expansión del sistema productivo agrario provincial y la integración territorial de las cadenas de valor.
- Elaborar y ejecutar planes y programas para el aprovechamiento sustentable de los recursos naturales en el ámbito de su competencia.
- Proveer asistencia técnica y financiera para el desarrollo de actividades agropecuarias y forestales, así como para el aprovechamiento sustentable de los recursos naturales.
- Participar en la definición de la política agro-tecnológica provincial, principalmente las actividades de innovación y transferencia de tecnología hacia los sectores productivos, sin perjuicio de las competencias específicas de otros organismos.
- Promover la conservación, recuperación y aprovechamiento sustentable de los bosques nativos y el mejoramiento y aumento del patrimonio forestal.
- Entender en la fiscalización sanitaria, tipificación y certificación de calidad de la producción agropecuaria, granjera, forestal, ictícola y de cualquier otra especie animal o vegetal, coordinando acciones con otros organismos del orden nacional, provincial y municipal.
- Promover investigaciones sobre temas que incidan en el desarrollo de la producción agraria y el manejo sustentable de los recursos naturales, en coordinación con otros organismos del orden nacional, provincial y municipal.
- Intervenir en la programación y ejecución de todas aquellas acciones que conduzcan hacia una mayor difusión del cultivo del algodón en el ámbito provincial, una mayor tecnificación de la producción y optimización del proceso de comercialización.
- Entender en la autorización y registro de las cooperativas y en la elaboración y aplicación del régimen de las mismas, su fomento, desarrollo y promoción.
- Participar en la programación del manejo integrado de suelo y agua para aumentar la productividad agropecuaria y atemperar los fenómenos de excesos y déficit hídricos.
- Promover el control y fiscalización de las actividades tendientes a la explotación de bosques nativos, flora, fauna silvestre, recursos hídricos y manejo integral de suelo, autorizando el uso sustentable de los mismos y la mejoría de la calidad ambiental.
- Gestión del aprovechamiento de los bosques nativos, recursos forestales, programas de cambio de uso del suelo y la ejecución del ordenamiento territorial de los bosques nativos de la Provincia del Chaco.

#### Salud Pública
Son sus competencias:
- La promoción, prevención, recuperación y rehabilitación de la salud.
- La administración de los servicios públicos de salud.
- Los programas de seguridad social en los aspectos relacionados con la salud.
- La ejecución de la política previsional de la Provincia y la supervisión del funcionamiento de los organismos correspondientes.
- Habilitar, supervisar y fiscalizar los establecimientos públicos y privados relacionados con la salud y el ejercicio de las profesiones del arte de curar y sus ramas auxiliares.
- Coordinar la complementariedad entre los servicios públicos y privados de salud.
- La prevención, contralor y erradicación de las endemias y epidemias.
- Registrar, autorizar, supervisar y fiscalizar la elaboración y distribución de productos medicinales y biológicos, drogas, productos y alimentos dietéticos, insecticidas, cosméticos, hierbas medicinales y materiales e instrumentales de aplicación médica, en coordinación con los organismos pertinentes.
- La formación y capacitación de los recursos humanos destinados al área de salud.
- La fiscalización bromatológica de los alimentos, durante los procesos de producción y elaboración, distribución, depósito, transporte y comercialización.
- La educación sanitaria en complementación con los organismos pertinentes.

#### Hacienda y Finanzas Públicas
Son sus competencias:
- Establecer y disponer medidas de ejecución y ejercer el control superior de la gestión financiera del Estado Provincial.
- Dirigir y supervisar los sistemas que integran la Administración Financiera, dictando pautas a los órganos rectores de los diferentes sistemas.
- Elaborar, aplicar y fiscalizar las políticas relacionadas con la administración de los recursos financieros provinciales, cualquiera sea su origen.
- Coordinar la preparación, control y seguimiento de la ejecución del presupuesto provincial. Administrar los mecanismos tendientes a cancelar, reprogramar o refinanciar el servicio de la deuda pública provincial.
- Elaborar y fiscalizar la política tributaria, la recaudación y distribución de las rentas provinciales, las actividades de Tesorería, el régimen de pago y gestión de la deuda pública, el control y seguimiento de la contabilidad pública y la fiscalización de todo gasto que se ordene sobre el tesoro provincial.
- Entender en la relación con el Nuevo Banco del Chaco SA, Fiduciaria del Norte SA, Lotería Chaqueña y demás entidades en las que el Ministerio de Hacienda y Finanzas Públicas tenga participación.
- Administrar el sistema de prestaciones móviles para funcionarios y agentes del Estado Provincial y los municipios, la política previsional de la Provincia y la supervisión del funcionamiento de los organismos correspondientes.

#### Industria, Comercio y Servicios
Son sus competencias:
- La programación e instrumentación de las políticas para el desarrollo de las actividades industriales y comerciales y de servicios en la Provincia.
- El desarrollo, la integración industrial y comercial al servicio del mejoramiento de la competitividad sistémica de la economía provincial.
- Los regímenes de protección de actividades económicas, la obtención de líneas de crédito, la radicación de emprendimientos, el apoyo a los productores locales y a la industrialización de la producción primaria provincial.
- La localización, regionalización y radicación de establecimientos industriales.
- La defensa del consumidor, el abaratamiento de productos de consumo masivo y las actividades tendientes a complementar los sistemas de comercialización.
- La certificación de origen y calidad de los productos destinados a la exportación, en el área de su competencia.
- La regulación de mercados de bienes y servicios para su transparencia y libre competencia.

#### Desarrollo Urbano y Ordenamiento Territorial
Son sus competencias:
- El ordenamiento y la planificación del territorio urbano, periurbano y rural, con vistas a lograr un desarrollo sustentable, territorialmente equilibrado y socialmente equitativo.
- Establecer parámetros de regulación del uso del suelo como recurso natural no renovable y como recurso económico y social.
- Promover la igualdad de oportunidades en el acceso a la tierra, al hábitat, la vivienda, la regularización dominial, el saneamiento ambiental, la infraestructura, el equipamiento social y comunitario, así como a los servicios públicos.
- Entender en el proceso administrativo, jurídico y territorial vinculado a la regularización dominial y la tenencia de la tierra.
- Promover la concurrencia de las jurisdicciones provinciales, nacionales y municipales, así como de los órganos de planificación para incrementar la infraestructura de servicios necesaria para lograr la integración del territorio.
- Promover la consolidación del tejido urbano y periurbano para garantizar un mejor aprovechamiento de la infraestructura y de los servicios.
- Promover la concurrencia de las jurisdicciones provinciales y municipales para incrementar la oferta de suelo urbanizado para diversos sectores de la población.
- Entender en la planificación de la preservación de la función social y ambiental y el uso productivo del suelo periurbano, como interfase urbanorural.
- Garantizar el acceso de todos los ciudadanos a la información sobre el ordenamiento territorial y otras disposiciones vinculadas a la materia.
- Coordinar e intervenir en los asuntos vinculados a los organismos y empresas de servicios públicos con actuación en el ámbito de su competencia. La empresa Servicio de Agua y Mantenimiento Empresa del Estado Provincial (SAMEEP) dependerá jerárquica, funcional y presupuestariamente del Ministerio de Desarrollo Urbano y Ordenamiento Territorial a los fines de optimizar la relación con el Poder Ejecutivo Provincial.

#### Planificación Ambiente e Innovación Tecnológica
Son sus competencias:
- Ejercer la función de conducción del Órgano Rector del Sistema Provincial de Planificación y Evaluación de Resultados.
- Coordinar el diseño de planes y programas de gobierno y efectuar el seguimiento y evolución de su ejecución y metas físicas de cumplimiento.
- Articular la definición y actualización de las redes programáticas jurisdiccional, sus presupuestos, matrices de indicadores y sus metas.
- Administrar el funcionamiento del sistema de información estadístico provincial y su articulación con los registros estadísticos de áreas de gobierno provincial y nacional.
- Formular en conjunto con la Secretaría General y Coordinación de la Gobernación los planes, programas y proyectos de gobierno de desarrollo económico y social, con el objetivo de asegurar el carácter de sustentabilidad de los procesos de aprovechamiento de los recursos naturales y el mejoramiento de la calidad de vida.
- Participar en representación del Gobierno Provincial, en la suscripción de convenios municipales, provinciales, nacionales, internacionales para la gestión de asistencia técnica y financiera.
- Coordinar la implementación de acciones de fiscalización, control, preservación y recomposición de la calidad ambiental realizadas por los organismos públicos con competencia en materia ambiental y en el aprovechamiento de recursos naturales.
- Entender en el registro, supervisión y autorización de la elaboración, distribución y uso de productos de agroquímicos, según su normativa vigente y otras que sean encomendadas a esta autoridad de aplicación.
- Ejercer la autoridad de fiscalización en la generación, manipulación, transporte, tratamiento y disposición final de residuos peligrosos sujetos a las disposiciones de la normativa vigente y otras que sean encomendadas a esta autoridad de aplicación.
- Promover en la definición de la política tecnológica provincial, principalmente en las actividades de innovación y transferencia de tecnología, fomentando mecanismos de coordinación con los organismos del Sistema Nacional y Regional de Ciencia, Tecnología e Innovación y su vinculación con la industria, el agro, los servicios y todo el sistema productivo provincial.
- Apoyar y coordinar programas de educación ambiental, extensión e investigación relacionados con los recursos naturales y el ambiente, promoviendo la participación de los sectores sociales interesados en la materia.
- Entender en la elaboración y aplicación de regímenes normativos que permitan la instrumentación jurídica-administrativa de la gestión ambiental provincial.

#### Ministerio de Seguridad Pública
Son sus competencias:
- La elaboración, implementación y evaluación de las políticas y las estrategias de seguridad pública y en su marco, de las directivas generales y específicas necesarias para su gestión y control.
- La planificación estratégica basada en la elaboración y formulación de la estrategia institucional asentada en la realización del diagnóstico institucional y de los planes de reforma y modernización institucional, así como de las estrategias de control social e institucional de la violencia y de las diferentes modalidades delictivas.
- La gestión del conocimiento en materia de seguridad pública a través de la planificación, producción, coordinación y evaluación del conocimiento institucional referido a la situación y el desempeño de los componentes del sistema de seguridad pública, así como del conocimiento criminal referido a la situación del delito y la violencia en el nivel estratégico. En este sentido anualmente formulará un Plan de Inteligencia Criminal en el marco del Plan General de Seguridad que fijará los lineamientos estratégicos y objetivos generales, prioritarios, básicos y específicos a fin de ordenar la planificación de las actividades de recolección, procesamiento, sistematización y análisis de información delictiva.
- La dirección y control de la gestión administrativa del sistema de seguridad pública, incluidos los diferentes componentes del sistema policial, en todo lo relativo a la dirección administrativa del sector; la gestión económica, contable, patrimonial y financiera y en su marco, la diagramación y ejecución presupuestaria; la gestión logística tanto ministerial como policial; y la gestión de los recursos humanos de apoyo y policiales.
- La dirección superior del sistema policial mediante la planificación estratégica; el diseño y formulación de las estrategias policiales de control del delito; la conducción y coordinación funcional y organizativa de las diferentes instancias y componentes del mismo; la dirección del accionar específico así como también a las actividades y labores conjuntas con otros cuerpos policiales, fuerzas de seguridad u organismos de inteligencia, nacionales y/o extranjeros, de acuerdo con sus funciones y competencias específicas.
- La administración general del sistema policial a través de la gestión administrativa; la dirección de los recursos humanos; la planificación y ejecución presupuestaria; la gestión económica, contable, financiera y patrimonial; la planificación y gestión logística e infraestructural; la asistencia y asesoramiento jurídico-legal; y las relaciones institucionales de la institución policial que lo conforman.
- La dirección y coordinación del sistema de prevención social de la violencia y el delito responsable de la formulación, implementación y/o evaluación de las estrategias de prevención social de la violencia y el delito, o de algunos aspectos parciales de dichas estrategias, actuando en forma directa o indirecta sobre las condiciones y los factores sociales determinantes de hechos de violencia que favorecen o apuntalan conflictos y hechos delictivos.
- La promoción y coordinación integral de la participación comunitaria en asuntos de seguridad pública en todo lo referido a la identificación de los problemas de seguridad; la intervención en las estrategias sociales de prevención del delito y la violencia así como en las estrategias de seguridad preventiva de la policía; la supervisión y control de legalidad y desempeño del sistema de seguridad pública y sus diferentes agencias y componentes; y la formulación de recomendaciones y sugerencias.
- Seguridad vial, seguridad en el deporte, eventos o cualquier otro que tenga relación con el mismo.
- Enlace con los estamentos del Poder Judicial, puntualmente en las relaciones con el Ministerio Público y Defensoría General u otras áreas del Poder Judicial y relacionados con los ámbitos de competencia y funciones asignados.
- La realización de todas las acciones conducentes y necesarias para llevar adelante la plena vigencia y aplicatoriedad de lo normado por la ley 7573.
- La regulación y fiscalización del sistema de seguridad privada en todo lo referido al establecimiento de las pautas regulatorias de los servicios de seguridad privada legalmente establecidos; la concesión y administración de la habilitación a las entidades y empresas prestatarias del servicio de seguridad privada; la inspección y supervisión de dichas entidades y empresas, de sus actividades y de su funcionamiento; y la administración del régimen de infracciones y sancionatorio.

## Acefalía
En caso de muerte, destitución, renuncia, suspensión, enfermedad o ausencia del Gobernador, será reemplazado en el ejercicio de sus funciones por el Vicegobernador, por todo el resto del período legal en las tres primeras situaciones, y hasta que hubiere cesado la inhabilidad temporaria en las otras tres.

### Acefalía Temporal
Si la inhabilidad temporaria afectare simultáneamente al Gobernador y al Vicegobernador, se hará cargo del Poder Ejecutivo hasta que aquella cese para alguno de ellos, el presidente y en su defecto el vicepresidente 1.º o el vicepresidente 2.º de la Cámara de Diputados.

#### Línea Sucesoria en Acefalía Temporal
| Orden | Cargo                                         | Titular                        |
| ----- | --------------------------------------------- | ------------------------------ |
| 1     | Vicegobernador                                | Silvana Schneider              |
| 2     | Presidente Cámara Diputados del Chaco         | Carmen Noemí Delgado Britto    |
| 3     | Vicepresidente 1.ª Cámara Diputados del Chaco | Andrea Anastacia Charole       |
| 4     | Vicepresidente 2.º Cámara Diputados del Chaco | Darío Augusto Bacileff Ivanoff |

### Acefalía Definitiva
En caso de acefalía simultánea y definitiva del cargo de Gobernador y Vicegobernador, las funciones serán ejercidas interinamente por el presidente de la Cámara de Diputados, quien dentro del término de cinco días convocará a elecciones, a realizarse dentro de los sesenta días para reemplazarlos, siempre que faltare más de un año para completar el período constitucional. Si faltare menos de un año, la Cámara de Diputados, convocada especialmente o en sesión extraordinaria si estuviere en receso, dentro del mismo plazo, procederá a elegirlos por la mayoría absoluta de la totalidad de sus miembros. En ambos supuestos, la elección se hará para completar el período constitucional.

### Acefalía Inicial
Si antes de recibirse el ciudadano electo Gobernador muriese, renunciase o no pudiese ocupar el cargo, se procederá de inmediato a nueva elección.
Si el día en que deba cesar el Gobernador saliente no estuviese proclamado el nuevo, hasta que ello ocurra ocupará el cargo quien ha de sustituirlo en caso de acefalía.

## Estadísticas
- Durante el período del Territorio Nacional del Chaco Austral (1872 - 1884), se tuvieron 4 gobernadores y 2 Gobernadores Interinos.
- Desde el Inicio del Territorio del Chaco (25 de noviembre de 1884), hasta la actualidad se han tenido 49 Gobernadores.
- Desde la declaración como Provincia del Chaco (8 de agosto de 1951), se han tenido 29 Gobernadores.
- Desde el comienzo del actual período democrático sin interrupciones (10 de diciembre de 1983), se han tenido 7 gobernadores.

Titular actual
Leandro Zdero Gobernador N.º51 (2023-27) 18 de enero de 1971 (54 años)

Ex-gobernadores vivos
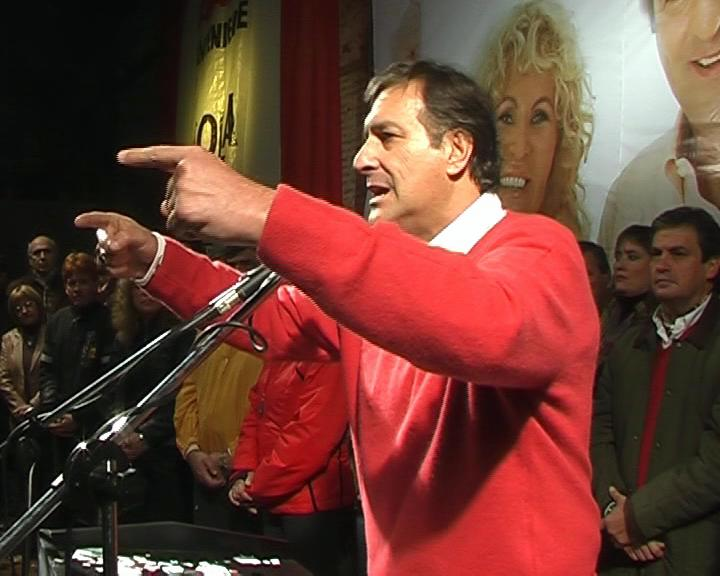
Ángel Rozas Gobernador N.º46 (1995-03) 22 de marzo de 1950 (75 años)
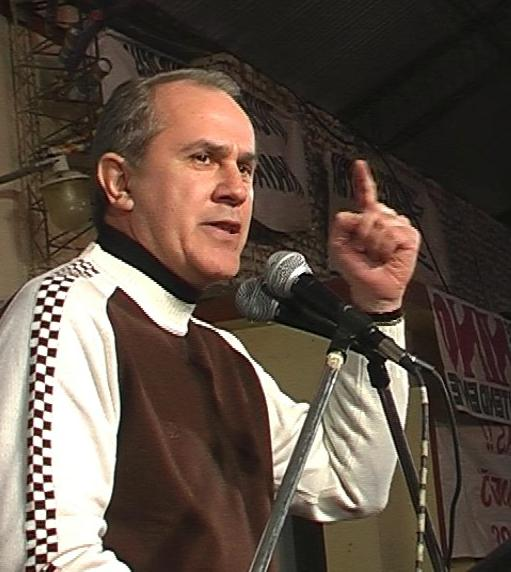
Roy Nikisch Gobernador N.º47 (2003-07) 26 de enero de 1951 (74 años)
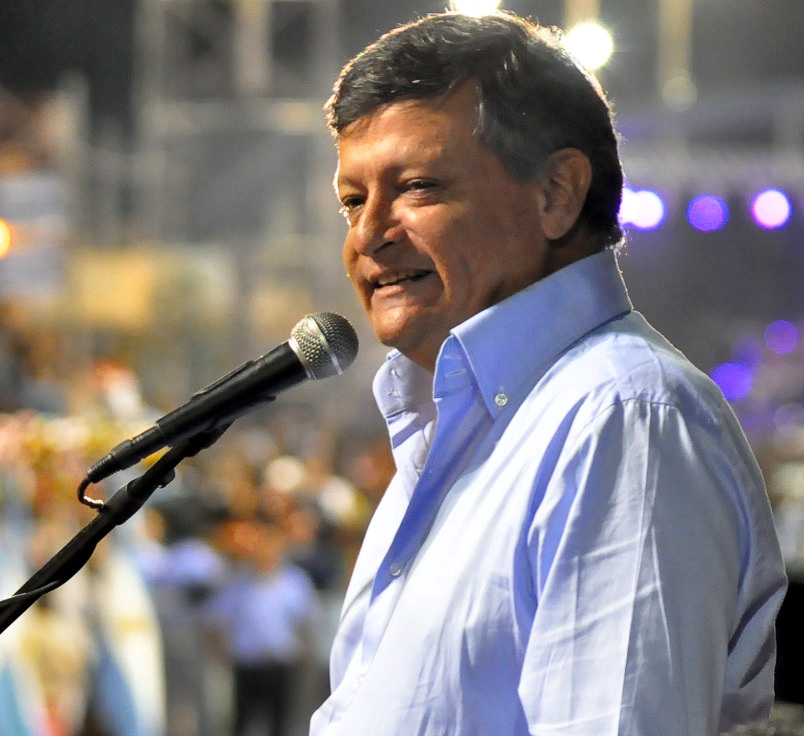
Domingo Peppo Gobernador N.º49 (2015-19) 06 de julio de 1958 (66 años)
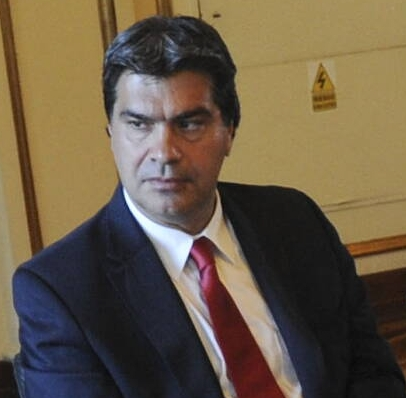
Jorge Capitanich Gobernador N.º48 y N.º50 (2007-15 y 2019-23) 28 de noviembre de 1964 (60 años)